# 성과학

성과학(性科學, sexology)은 성의 관심, 성행위, 성기능을 과학적으로 연구하는 학문이다.
현대의 성과학에서 연구자들은 생물학, 의학, 심리학, 통계학, 역학, 사회학, 인류학, 범죄학을 포함한 여러 학술 분야로부터 나온 도구들을 적용한다. 성과학은 성교 역학뿐 아니라 성발달과 성관계 발달을 연구한다. 성과학은 장애인과 어린이, 노인과 같은 특별한 그룹의 성에 관해서도 논한다. 또, 성과학은 소아성애, 발기부전, 성의 역기능, 성 지향을 연구한다.

## 역사
고대에도 성에 관한 연구가 있었지만 본격적인 성행위의 과학적 연구는 19세기에 시작되었다. 세계2차 대전 이후 성과학은 미국을 시작으로 부흥이 일었다. 성행위, 성기능, 성 역학을 광범위하게 연구하게 되면서 성 치료의 발달을 가져왔다. 1980년에 HIV/AIDS가 출현하면서 성병의 이해와 제어에 대한 성과학 연구는 극적인 변화를 가져왔다.

## 같이 보기
- 성교육